# 비아그라 보이스
비아그라 보이스(영어: Viagra Boys)는 2015년 스톡홀름에서 결성한 스웨덴의 록 밴드이다. 레스 빅 버드, 피그 아이스, 나인, 니타드, 누-론즈 등 다양한 밴드 출신 멤버들 끼리 밴드를 결성했으며, 2018년 첫 정규 음반 Street Worms를 발매했다. 다겐스 뉘헤테르의 저널리스트 닐스 한손은 비아그라 보이스의 음악 스타일과 블랙 코미디, 풍자적인 가사들을 극찬했으며, 그들의 음반에 만점을 부여하기도 했다. 2019년에는 인디펜던트 뮤직 컴퍼니 어소시에이션 (IMPALA)의 올해의 음반 상으로 Street Worms가 선정되기도 했다.
그들의 두번째 음반 Welfare Jazz는 2021년 발매되었다. 같은 해 10월에는 비아그라 보이스의 원년 구성원인 베냐민 발레가 세상을 떠났다. 2022년에는 세번째 음반 Cave World가 발매되었다.

## 멤버

### 현재 멤버
- 세바스티안 머피 – 리드 보컬 (2015–현재)
- 헨리크 회케르트 – 베이스 (2015–현재)
- 토르 셰덴 – 드럼 (2015–현재)
- 오스카르 카를스 – 색소폰 (2017–현재)
- 엘리아스 융크비스트 – 키보드 (2019–현재)
- 리누스 힐보리 – 키보드 (2020–현재)

### 이전 멤버
- 베냐민 발레 – 기타 (2015–2020)
- 마르틴 에렌크론 – 신디사이저 (2015–2019)
- 라스무스 부베리 – 기타 (2015–2017)

## 음반 목록

### 정규 음반
- Street Worms (2018, Year0001)
- Welfare Jazz (2021, Year0001)
- Cave World (2022, Year0001)